# Krogulczak czubaty
Krogulczak czubaty, krogulec czubaty (Lophospiza trivirgatus) – gatunek drapieżnego ptaka z rodziny jastrzębiowatych (Accipitridae), występujący w tropikalnej Azji. Nie jest zagrożony wyginięciem.

## Systematyka
Wyróżniono 11 podgatunków krogulca czubatego, które zamieszkują:
- L. trivirgatus indicus – północno-centralne, północno-wschodnie i wschodnie Indie, Nepal, do południowych Chin, Indochin i Półwyspu Malajskiego.
- L. trivirgatus formosae – Tajwan.
- L. trivirgatus peninsulae – południowo-zachodnie Indie.
- L. trivirgatus layardi – Sri Lanka.
- L. trivirgatus trivirgatus – Sumatra.
- L. trivirgatus niasensis – wyspa Nias (na zachód od Sumatry).
- L. trivirgatus javanicus – Jawa i Bali.
- L. trivirgatus microstictus – Borneo.
- L. trivirgatus palawanus – Palawan i Calamianes (południowo-zachodnie Filipiny).
- L. trivirgatus castroi – wyspa Polillo (północne Filipiny, na wschód od Luzonu).
- L. trivirgatus extimus – południowo-wschodnie Filipiny.

## Pożywienie
Poluje na wiewiórki, gryzonie, nietoperze i ptaki.

## Status
Międzynarodowa Unia Ochrony Przyrody (IUCN) uznaje krogulczaka czubatego za gatunek najmniejszej troski (LC – least concern) nieprzerwanie od 1988 roku. Trend liczebności populacji uznaje się za spadkowy ze względu na niszczenie siedlisk.